# 내 뒤에 테리우스
《내 뒤에 테리우스》는 2018년 9월 27일부터 2018년 11월 15일까지 MBC에서 방송된 MBC 수목 미니시리즈이다.

## 줄거리
사라진 전설의 블랙 요원과 운명처럼 첩보 전쟁에 뛰어든 앞집 여자의 수상쩍은 환상의 첩보 콜라보 액션 드라마.

## 등장 인물
- (†) 표시는 드라마 상에서 최종적으로 사망한 인물이다.

### 주요 인물
- 소지섭 : 김본 역 - 전직 NIS 블랙요원
- 정인선 : 고애린 역 - 경단 아줌마
- 손호준 : 진용태 / 정인수 역 → 왕미남 - J 인터내셔널 대표. 양심도 죄의식도 없는 뻔뻔한 소시오패스. 전직 사기꾼이자, 다단계 사업을 벌이던 악명 높은 사업가
- 임세미 : 유지연 역 - NIS 요원

### 애린의 가족
- 양동근 : 차정일 역 † - 애린의 남편. 출판사 과장 (특별출연)
- 김건우 : 차준수 역 - 애린의 아들. 준희의 쌍둥이 오빠. 활달한 사고뭉치. 놀이터 죽돌이
- 옥예린 : 차준희 역 - 애린의 딸. 준수의 쌍둥이 동생. 엉뚱한 사고뭉치. 놀이터 죽순이

### KIS (Kingcastle Information System)
- 김여진 : 심은하 역 - KIS의 수장(?). 애린의 친한 동네 언니
- 황지아 : 조서현 역 - 심은하의 딸. 초등학교 5학년. 네이티브 수준의 영어 영재
- 이주원 : 조승현 역 - 심은하의 아들. 차준수 친구
- 정시아 : 봉선미 역 - 애린의 친한 동네 언니
- 김단우 : 한유라 역 - 봉선미의 딸. 귀티가 좔좔 흐르는 공주님
- 강기영 : 김상렬 역 - KIS의 청일점. 애린의 친한 동네 이웃
- 박시원 : 김승기 역 - 김상렬의 아들. 킹캐슬 또래 6세 중에 제일 똑똑

### 국정원
- 성주 : 라도우 역 - 해커 출신 전산통신 요원
- 서이숙 : 권영실 역 - 부국정원장 → 국가정보원장

### 코너스톤
- 엄효섭 : 심우철 역 - 국가정보원장, 그러나 사실 진짜 정체는 코너스톤의 초대 리더, 트리플 최종 보스
- 조태관 : 케이 역 † - 코너스톤의 냉혹한 킬러, 원샷 원킬 저격수이자 독극물 주사로 교묘하게 살인을 은폐하는 기술자. 표정 없는 사이코패스, 3년 전 망명 작전 당시 블랙요원 김본의 전 애인인 캔디요원 최연경을 살해한 장본인. 코너스톤의 사실상 2대 리더, 트리플 최종 보스
- 김병옥 : 윤춘상 역 - 대통령 비서실장, 코너스톤 조직원, 생화학 테러의 배후, 트리플 최종 보스

### 주변 인물
- 이현걸 : 박수일 역 - J 인터내셔널 소속. 진용태의 운전기사
- 남규리 : 최연경 역 † - 북한 핵물리학자, 캔디요원. 김본의 정보원이자 옛 연인
- 미상 : 고동수 역 - 애린의 아버지
- 박순천 : 이지숙 역 - 애린의 어머니. 제주도 거주. 해녀

### 그 외 인물
- 이승용
- 이승우 : 권영실 비서 김지훈 역
- 신수정 : 민준의 엄마 역 - 애린의 동네주민
- 조이현 : 민준 역
- 김이안
- 이아라
- 표가인
- 김지은 : 진용태의 전 여비서 역
- 우혜영 : '봉주르 베이커리' 빵집 직원 역
- 이두석 : 박비서관 역
- 강보라
- 김종호 : 아파트 경비원 역
- 조정문
- 송훈 : 문성수의 장례식 조문객 역
- 김진구
- 박은영
- 유준아 : 선화의 엄마 역 - 애린의 동네주민
- 손산 : 수진의 엄마 역 - 애린의 동네주민
- 윤현
- 정희영
- 이영자
- 박재원
- 최교식
- 이시현
- 동윤석 : 아파트 CCTV 관계자 역
- 김은경 : 문성수의 가사도우미 역
- 박범규
- 김보민
- 양진선 : 부동산중개업자 역
- 박승태 : 엘리베이터 타시는 할머니 역
- 김진옥
- 임병기 : 정인택 역 - 신임 국가안보실장
- 김태완
- 박원진 : 택시기사 역
- 하시연 : 장례식장 관계자 역
- 박시현
- 김인희
- 김혜란
- 김진아
- 미로스와프 즈브로예비츠 : 북한 핵물리학 박사를 따라간 스파이 역
- 신희국 : 의사 역
- 민수빈 : 오디션 때문에 샌드위치 남기고 간 학생 역
- 박정민
- 한복희 : 산부인과에서 김본에게 말거는 여자 역
- 지연
- 이다연 : 쥬얼리 매장 직원 역
- 안유주 : 쥬얼리 매장 직원 역
- 박웅선
- 전은미 : 학부모 역
- 이자령
- 조선묵 : 양승학 역 - 보건복지부장관
- 전병덕
- 김난희 : 애린이 일하는 카페 사장 역
- 강현욱 : 커피 배달해달라고 부탁받은 학생 역
- 김혁종 : 심은하의 퍽치기 사건으로 아파트 CCTV 확인하는 경찰 역
- 김산 : NIS 그림자 요원 역
- 이선영
- 김미혜 : 윤춘상의 집 가사도우미 면접에서 마지막에 떨어진 여자 역
- 송경화 : 윤춘상의 집 메이드 역
- 김민선 : 윤춘상의 집 메이드 역
- 장윤영
- 고정은
- 김재철 : 닥터박 역 - NIS 기술팀
- 이용규
- 유정하
- 이새벽
- 오규택 : 경찰서에서 싸우는 중년 남자 역
- 임유란 : 경찰서에서 싸우는 중년 여자 역
- 명석근 : 경찰서에서 싸우는 젊은 남자 역
- 주보라 : 경찰서에서 싸우는 젊은 여자 역
- 함성인
- 당현석
- 김세별
- 김지영 : 간호사 역
- 김지수 : 간호사 역
- 김승준
- 윤하서
- 최정현
- 신성환 : NIS 요원 역
- 최태환
- 김민호 : NIS 알파요원 역
- 박건락 : 박도훈 역 † - 국정원 대테러팀 팀장, 그러나 사실은 코너스톤 조직원
- 나석민 : 전술요원 역
- 유나영 : 미남카페에 온 손님 역
- 조미녀 : 미남카페에 온 손님 역
- 한수호
- 오도훈
- 김성호
- 이민재 : 학생 역

### 특별출연
- 김명수 : 문성수 역 † - 전 국가안보실장
- 정규수 : 출판사 사장 역
- 정영주 : 전 하원도우미 역
- 이준혁 : 계룡산 강도령 역
- 윤상현 : 유지섭 역 - 유지연의 오빠. 산부인과 의사
- 이하율 : 정인수 역 - 마이닝골드의 대표
- 김민수 : 이철승 역 † - 봉선미의 새 남편인 줄 알았으나 사실 진짜 정체는 코너스톤의 조직원이자 신분 위장 사기꾼, 생화학 테러범
- 박지현 : 클라라 초이 역 † - 코너스톤의 비밀요원 브이, 생화학 테러범
- 박창현 : 뉴스 앵커 역
- 전수경 : 안다정 역 - 윤춘상의 집 수석 집사
- 이영은

## 시청률
최저 시청률과 최고 시청률은 시청률 조사회사와 지역별로 시청률에 차이가 있을 수 있습니다.
| 2018년 | 2018년    | 2018년                        | 2018년         | 2018년       | 2018년         | 2018년       |
| 회차   | 방송일    | 부제 (서브 타이틀)            | TNmS 시청률    | TNmS 시청률  | AGB 시청률     | AGB 시청률   |
| 회차   | 방송일    | 부제 (서브 타이틀)            | 대한민국(전국) | 서울(수도권) | 대한민국(전국) | 서울(수도권) |
| ------ | --------- | ----------------------------- | -------------- | ------------ | -------------- | ------------ |
| 제1회  | 9월 27일  | 목격자                        | 6.8%           | %            | 6.3%           | 7.5%         |
| 제2회  | 9월 27일  | 목격자                        | 8.4%           | %            | 7.6%           | 8.7%         |
| 제3회  | 9월 27일  | 킹캐슬 아줌마 정보국(KIS)     | 6.3%           | %            | 6.1%           | 7.2%         |
| 제4회  | 9월 27일  | 킹캐슬 아줌마 정보국(KIS)     | 5.8%           | %            | 6.1%           | 7.4%         |
| 제5회  | 10월 3일  | 작전명 <킹스백>               | 6.6%           | %            | 6.7%           | 7.7%         |
| 제6회  | 10월 3일  | 작전명 <킹스백>               | 8.4%           | %            | 9.1%           | 10.2%        |
| 제7회  | 10월 4일  | 기밀정보                      | 7.4%           | %            | 7.2%           | 7.9%         |
| 제8회  | 10월 4일  | 기밀정보                      | 9.3%           | %            | 9.5%           | 10.6%        |
| 제9회  | 10월 10일 | 리크루트                      | 7.3%           | %            | 6.9%           | 7.6%         |
| 제10회 | 10월 10일 | 리크루트                      | 9.3%           | %            | 9.4%           | 10.6%        |
| 제11회 | 10월 11일 | 본 아이덴티티                 | 7.4%           | %            | 7.4%           | 8.2%         |
| 제12회 | 10월 11일 | 본 아이덴티티                 | 9.1%           | %            | 8.8%           | 9.9%         |
| 제13회 | 10월 17일 | 노출                          | 7.7%           | %            | 7.1%           | 7.7%         |
| 제14회 | 10월 17일 | 노출                          | 9.2%           | %            | 9.5%           | 9.8%         |
| 제15회 | 10월 18일 | 도망자                        | 8.2%           | %            | 7.9%           | 8.8%         |
| 제16회 | 10월 18일 | 도망자                        | 9.3%           | %            | 9.5%           | 10.7%        |
| 제17회 | 10월 24일 | 미씽(MISSING)                 | 8.0%           | %            | 8.2%           | 8.5%         |
| 제18회 | 10월 24일 | 미씽(MISSING)                 | 9.8%           | %            | 10.0%          | 10.6%        |
| 제19회 | 10월 25일 | 코너스톤(CornerStone Mars)    | 7.9%           | %            | 7.9%           | 8.2%         |
| 제20회 | 10월 25일 | 코너스톤(CornerStone Mars)    | 9.2%           | %            | 9.7%           | 10.2%        |
| 제21회 | 10월 31일 | 데쓰 프로토콜(DEATH Protocol) | 7.8%           | %            | 7.9%           | 8.4%         |
| 제22회 | 10월 31일 | 데쓰 프로토콜(DEATH Protocol) | 9.3%           | %            | 9.7%           | 10.1%        |
| 제23회 | 11월 1일  | 제주도 푸른밤                 | 8.8%           | %            | 8.5%           | 9.0%         |
| 제24회 | 11월 1일  | 제주도 푸른밤                 | 10.8%          | %            | 10.3%          | 10.8%        |
| 제25회 | 11월 7일  | 미션 임파서블Ⅰ                | 7.6%           | %            | 7.2%           | 7.5%         |
| 제26회 | 11월 7일  | 미션 임파서블Ⅰ                | 9.1%           | %            | 9.0%           | 9.7%         |
| 제27회 | 11월 8일  | 미션 임파서블Ⅱ                | %              | %            | 8.6%           | 8.9%         |
| 제28회 | 11월 8일  | 미션 임파서블Ⅱ                | 10.4%          | %            | 9.8%           | 10.4%        |
| 제29회 | 11월 14일 | 스파이                        | 8.8%           | %            | 8.7%           | 9.7%         |
| 제30회 | 11월 14일 | 스파이                        | 10.5%          | %            | 10.1%          | 11.1%        |
| 제31회 | 11월 15일 | 뉴 킹스백                     | 9.5%           | %            | 9.8%           | 10.5%        |
| 제32회 | 11월 15일 | 뉴 킹스백                     | 10.6%          | %            | 10.5%          | 11.0%        |

## 촬영지
- 뚝섬한강공원
- KT&G 타워
- 프라가 시티 비치
- KING'S BAG 베지박스 백현카페거리점
- 삼청각
- 와지엔키 궁전
- 춘천대교
- 어쩌다어달
- 원효대교
- 호텔 더블에이
- 논골담길

## 연속 방송
- 2018년 9월 27일 : 밤 10시부터 4회 연속방송 (1회, 2회, 3회, 4회)

## 수상 및 후보
| 수상 및 후보 | 수상 및 후보      | 수상 및 후보                         | 수상 및 후보     | 수상 및 후보 | 수상 및 후보 |
| 연도         | 시상식(주최 기관) | 부문                                 | 수상자(작)       | 결과         | 출처         |
| ------------ | ----------------- | ------------------------------------ | ---------------- | ------------ | ------------ |
| 2018         | MBC 연기대상      | 대상                                 | 소지섭           | 수상         |              |
| 2018         | MBC 연기대상      | 수목미니시리즈부문 남자 최우수연기상 | 소지섭           | 수상         |              |
| 2018         | MBC 연기대상      | 수목미니시리즈부문 남자 우수연기상   | 손호준           | 후보         |              |
| 2018         | MBC 연기대상      | 수목미니시리즈부문 여자 우수연기상   | 정인선           | 수상         |              |
| 2018         | MBC 연기대상      | 수목미니시리즈부문 여자 우수연기상   | 임세미           | 후보         |              |
| 2018         | MBC 연기대상      | 수목미니시리즈부문 조연상            | 강기영           | 수상         |              |
| 2018         | MBC 연기대상      | 청소년 아역상                        | 김건우           | 수상         |              |
| 2018         | MBC 연기대상      | 청소년 아역상                        | 옥예린           | 수상         |              |
| 2018         | MBC 연기대상      | 올해의 작가상                        | 오지영           | 수상         |              |
| 2018         | MBC 연기대상      | 시청자가 뽑은 올해의 드라마상        | 내 뒤에 테리우스 | 수상         |              |
| 2019         | 제31회 한국PD대상 | 작품상 TV 드라마 부문                | 내 뒤에 테리우스 | 수상         |              |

## 동시간대 드라마
- KBS 수목드라마

《오늘의 탐정》 (2018년 9월 5일 ~ 2018년 10월 31일)
《죽어도 좋아》 (2018년 11월 7일 ~ 2018년 12월 27일)
- SBS 수목드라마

《흉부외과 - 심장을 훔친 의사들》 (2018년 9월 27일 ~ 2018년 11월 15일)

## 같이 보기
- 2018년 대한민국의 텔레비전 드라마 목록
- 대한민국의 텔레비전 드라마 목록